# Madona Connestabile
La Madonna Connestabile es una pequeña (y probablemente inacabada) pintura del artista renacentista italiano Rafael Sanzio, que data de 1502-1503. Fue ejecutada al óleo sobre tabla, y transferida después a lienzo, con unas dimensiones de 17,5 centímetros de alto y 18 cm de ancho. Se conserva en el Museo del Hermitage de San Petersburgo, Rusia. Es conocida también como La Virgen y el Niño.
Es muy probable que sea la última obra pintada por Rafael en Umbría antes de trasladarse a Florencia, comprobándose en ella la influencia de Perugino. La tabla sobre la que se pintó era cuadrangular, y en las esquinas había unos motivos decorativos.
Su nombre viene de la familia Connestabile de Perugia, de quien la adquirió el zar Alejandro II de Rusia en 1871. El zar la regaló a su consorte, María Aleksándrovna. Desde entonces, la pintura se conserva en el Museo del Hermitage de San Petersburgo. En 1881 el soporte fue transferido a lienzo, por el mal estado de la obra.
La pintura representa a la Virgen María cuidando del Niño Jesús mientras lee un libro; el Niño juega con el lomo del libro. El manto de la Virgen es azul, su color tradicional; debajo lleva un vestido de color carmín con una lazada bordada como adorno del corpiño. Rafael dibuja a la Virgen con un rostro sereno y al mismo tiempo meditativo, con los ojos bajos. Cuando se pasó de tabla a lienzo, se descubrió que en la versión original la Virgen contemplaba una granada (símbolo de la Pasión) en lugar del libro.
En el fondo se representa un extraño paisaje con montes cubiertos de nieve. El paisaje intermedio, en cambio, es primaveral, sin detalles, lo que transmite la idea de inocencia.